# Nils Allègre
Nils Allègre (ur. 2 stycznia 1994 w Briançon) – francuski narciarz alpejski.

## Kariera
Po raz pierwszy na arenie międzynarodowej pojawił się 21 listopada 2009 roku podczas zawodów juniorskich w Geilo, gdzie zajął 47. miejsce w gigancie. W 2017 roku wystartował na mistrzostwach świata juniorów w Roccaraso, zajmując między innymi siódme miejsce w kombinacji i dziewiętnaste w supergigancie. Był też między innymi dziesiąty w kombinacji podczas mistrzostw świata juniorów w Jasnej dwa lata później.
W Pucharze Świata zadebiutował 26 października 2014 roku w Sölden, gdzie nie zakwalifikował się do pierwszego przejazdu w gigancie. Pierwsze pucharowe punkty zdobył 26 listopada 2017 roku w Lake Louise, zajmując 30. pozycję w supergigancie. W czołowej dziesiątce zawodów tego cyklu pierwszy raz znalazł się 29 grudnia 2019 roku w Bormio, gdzie był szósty w kombinacji. Na podium zawodów PŚ pierwszy raz stanął 27 stycznia 2024 roku w Garmisch-Partenkirchen, wygrywając rywalizację w supergigancie. Na podium wyprzedził Włocha Guglielmo Boscę i Loïca Meillarda ze Szwajcarii.
W 2021 roku wystąpił na mistrzostwach świata w Cortina d’Ampezzo, zajmując między innymi siódme miejsce w zjeździe. Na rozgrywanych rok później igrzyskach olimpijskich w Pekinie zajął 26. miejsce w supergigancie.

## Osiągnięcia

### Igrzyska olimpijskie
| Miejsce | Dzień    | Rok  | Miejscowość | Konkurencja | Czas zawodów | Strata | Zwycięzca      |
| ------- | -------- | ---- | ----------- | ----------- | ------------ | ------ | -------------- |
| 26.     | 8 lutego | 2022 | Pekin       | Supergigant | 1:19,94      | +3,30  | Matthias Mayer |

### Mistrzostwa świata
| Miejsce | Dzień     | Rok  | Miejscowość        | Konkurencja          | Czas zawodów | Strata | Zwycięzca          |
| ------- | --------- | ---- | ------------------ | -------------------- | ------------ | ------ | ------------------ |
| 14.     | 6 lutego  | 2019 | Åre                | Supergigant          | 1:24,20      | +0,64  | Dominik Paris      |
| 21.     | 11 lutego | 2021 | Cortina d’Ampezzo  | Supergigant          | 1:19,41      | +1,93  | Vincent Kriechmayr |
| 7.      | 14 lutego | 2021 | Cortina d’Ampezzo  | Zjazd                | 1:37,79      | +0,97  | Vincent Kriechmayr |
| DNS2    | 15 lutego | 2021 | Cortina d’Ampezzo  | Superkombinacja      | 2:05,86      | -      | Marco Schwarz      |
| DNS2    | 7 lutego  | 2023 | Courchevel/Méribel | Kombinacja           | 1:53,31      | -      | Alexis Pinturault  |
| 21.     | 9 lutego  | 2023 | Courchevel/Méribel | Supergigant          | 1:07,22      | +1,61  | James Crawford     |
| 21.     | 12 lutego | 2023 | Courchevel/Méribel | Zjazd                | 1:47,05      | +1,87  | Marco Odermatt     |
| 17.     | 7 lutego  | 2025 | Saalbach           | Supergigant          | 1:24,57      | +2,32  | Marco Odermatt     |
| 10.     | 9 lutego  | 2025 | Saalbach           | Zjazd                | 1:40,68      | +1,34  | Franjo von Allmen  |
| DNF2    | 12 lutego | 2025 | Saalbach           | Kombinacja drużynowa | 2:42,38      | -      | Szwajcaria 1       |

### Mistrzostwa świata juniorów
| Miejsce | Dzień     | Rok  | Miejscowość | Konkurencja     | Czas zawodów | Strata | Zwycięzca                |
| ------- | --------- | ---- | ----------- | --------------- | ------------ | ------ | ------------------------ |
| 26.     | 2 marca   | 2012 | Roccaraso   | Zjazd           | 1:11,99      | +2,35  | Ryan Cochran-Siegle      |
| 19.     | 3 marca   | 2012 | Roccaraso   | Supergigant     | 1:02,73      | +1,48  | Ralph Weber              |
| 33.     | 7 marca   | 2012 | Roccaraso   | Gigant          | 2:39,50      | +5,76  | Henrik Kristoffersen     |
| 23.     | 9 marca   | 2012 | Roccaraso   | Slalom          | 1:38,44      | +6,63  | Santeri Paloniemi        |
| 7.      | 9 marca   | 2012 | Roccaraso   | Kombinacja      | 31,49 pkt    | ?      | Ryan Cochran-Siegle      |
| 22.     | 22 lutego | 2013 | Québec      | Zjazd           | 1:30,95      | +2,86  | Nils Mani                |
| 23.     | 24 lutego | 2013 | Québec      | Supergigant     | 58,49        | +1,46  | Thomas Mayrpeter         |
| DNF1    | 25 lutego | 2013 | Québec      | Gigant          | 2:20,75      | -      | Aleksander Aamodt Kilde  |
| 22.     | 26 lutego | 2013 | Québec      | Slalom          | 1:59,40      | +8,50  | Manuel Feller            |
| 10.     | 26 lutego | 2014 | Jasná       | Superkombinacja | 2:21,69      | +0,90  | Matteo De Vettori        |
| 20.     | 26 lutego | 2014 | Jasná       | Supergigant     | 1:30,63      | +1,59  | Marco Schwarz            |
| 24.     | 2 marca   | 2014 | Jasná       | Zjazd           | 1:17,31      | +1,30  | Adrian Smiseth Sejersted |
| 16.     | 4 marca   | 2014 | Jasná       | Gigant          | 2:03,14      | +4,22  | Henrik Kristoffersen     |
| DNF2    | 5 marca   | 2014 | Jasná       | Slalom          | 1:37,21      | -      | Henrik Kristoffersen     |
| 13.     | 8 marca   | 2015 | Hafjell     | Gigant          | 2:23,37      | +2,58  | Henrik Kristoffersen     |
| DNF2    | 9 marca   | 2015 | Hafjell     | Slalom          | 1:37,55      | -      | Henrik Kristoffersen     |
| 17.     | 11 marca  | 2015 | Hafjell     | Kombinacja      | 1:58,25      | +3,31  | Loïc Meillard            |
| 35.     | 11 marca  | 2015 | Hafjell     | Supergigant     | 1:15,87      | +2,15  | Miha Hrobat              |
| 37.     | 13 marca  | 2015 | Hafjell     | Zjazd           | 1:29,62      | +2,45  | Henri Battilani          |

### Puchar Świata

#### Miejsca w klasyfikacji generalnej
- sezon 2014/2015: -
- sezon 2016/2017: -
- sezon 2017/2018: 141.
- sezon 2018/2019: 72.
- sezon 2019/2020: 30.
- sezon 2020/2021: 40.
- sezon 2021/2022: 74.
- sezon 2022/2023: 32.
- sezon 2023/2024: 17.
- sezon 2024/2025: 19.

#### Miejsca na podium
1. Garmisch-Partenkirchen – 27 stycznia 2024 (supergigant) – 1. miejsce